# صومعه‌نشینی

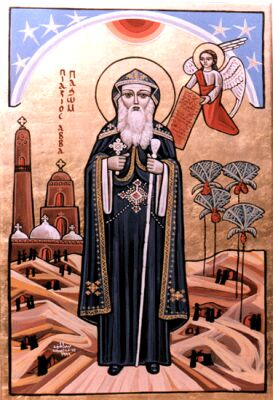
یک تمثال قبطی از پاخوم، بنیادگذار صومعه‌نشینی در مسیحیت.

در مسیحیت و برخی دیگر ادیان، سه گونه شیوه زندگی رهبانی وجود دارد که یکی از آن‌ها صومعه‌نشینی یا دیرنشینی است. در این شیوه که بیشتر در غرب رایج است، راهب یا زاهد صومعه‌نشین اجازه دارد با پیروی از یک‌رشته اصول دینی با راهبان و کشیشان دیگر تماس داشته‌باشد و مراسم مشترکی را اجرا کند.
شیوه دیگر رهبانیت، مربوط به راهبان خلوت‌نشین و شیوه دیگر روش زاهدهای موسوم به اسکیت است. راهب‌ها و راهبه‌های خلوت‌نشین به گوشه‌نشینی در صومعه پرداخته و ارتباط خود با جهان بیرون را به حداقل می‌رسانند و بیشتر وقت خود را در تنهایی به‌سر می‌برند. زاهدهای اسکیت هم حد واسط دو شیوه نام‌برده هستند و با اقامت در دیر و صومعه از اجتماع فاصله می‌گیرند اما برای مردم غیر راهب نیز مراسم مذهبی برگزار کرده و با مردم در تماس‌اند. شیوه اسکیت بیشتر در کلیساهای اروپای شرقی رواج دارد.
پیشینه زندگی به شکل راهب و راهبه مسیحی به سده سوم در مصر و فلسطین بازمی‌گردد و این زاهدان به شکل خلوت‌نشینی و تنها در دیرهای بیابانی می‌زیستند. فشار بیش از اندازه این تنهایی‌ها باعث شد تا راهبی به نام پاخوم نظام جدیدی را برپا کند که صومعه‌نشینی نام گرفت و بر اساس آن راهب‌ها و راهبه‌ها می‌توانند بسیاری از مراسم را به صورت جمعی انجام دهند و با هم در تماس باشند.